# Pauline Gaillard
Pauline Gaillard ist eine französische Filmeditorin.

## Leben und Werk
Gaillard schloss im Jahr 2000 die Ausbildung zur Filmeditorin an der Filmhochschule La femis in Paris ab. Sie arbeitete an mehreren Projekten mit Valérie Donzelli zusammen, zum Beispiel dem César-nominierten Das Leben gehört uns und Nona und ihre Töchter. Sie ist Mitglied des Collectif 50/50, das sich für die Gleichstellung von Frauen und Männern sowie für Vielfalt im Kino und im audiovisuellen Bereich einsetzt.

## Filmografie (Auswahl)
- 2002: Les jours où je n’existe pas
- 2003: Les Lionceaux
- 2004: Die blutige Beute (La Peau trouée)
- 2006: Requiem for Billy the Kid
- 2008: Un autre homme
- 2009: La Reine des pommes
- 2010: Memory Lane
- 2010: Ivory tower
- 2011: Das Leben gehört uns (La Guerre est déclarée)
- 2012: Die Unsichtbaren (Les Invisibles)
- 2013: Große Wellen (Les Grandes Ondes (à l’ouest))
- 2013: Das Spiel von Liebe und Zufall (Le jeu de l’amour et du hasard)
- 2015: Im Gleichgewicht (En équilibre)
- 2016: Les Vies de Thérèse
- 2018: With the Wind (Le vent tourne)
- 2018: Schockwellen (Ondes de choc)
- 2020: Ein Mädchen (Petite Fille)
- 2020: Charly Fleury’s zweites Leben (Tendre et saignant)
- 2021: Notre Dame – Die Liebe ist eine Baustelle (Notre Dame)
- 2021: Nona und ihre Töchter (Nona et ses filles)
- 2022: Nathalie – Überwindung der Grenzen (La dérive des continents (au sud))
- 2022: Babysitter
- 2024: Une famille
- 2024: Emmanuelle
- 2025: La cache

## Auszeichnungen und Nominierungen
- 2012: Nominierung für den Besten Schnitt („Meilleur montage“), für Das Leben gehört uns (La guerre est déclarée)
- 2023: Nominierung für den Prix Jutra, Beste Montage, für Babysitter[2]